# Кръстьо Стефанов
Кръстьо Стефанов е български православен духовник.

## Биография
Роден е в кичевското село Орланци, тогава в Османската империя, днес в Северна Македония, в 1825 или в 1835 година. Отец Кръстьо става български учител и е дългогодишен противник на сръбската пропаганда в Македония. Отровен през 1912 г. от сърбите.